# Герхард фон Грайфенщайн
Герхард фон Грайфенщайн (на немски: Gerhard von Greifenstein; † сл. 23 май 1316) е благородник, господар на замък Грайфенщайн в Хесен.
Той е син на Крафто фон Грайфенщайн († 1281) и съпругата му фон Вестербург († сл. 1270), дъщеря на Зигфрид IV фон Рункел-Вестербург († 1266) и фон Диц. († сл. 1270). Брат е на Филип, каноник на Св. Касиус в Бон и Виганд, абат на Мариенщат.

## Фамилия
Герхард I фон Грайфенщайн се жени за Агнес фон дер Нойербург († сл. 1302). Те имат децата:
- Герхард II фон Грайфенщайн († сл. 1317), женен пр. 1317 г. за Мария фон Долендорф († сл. 1364)
- Сузана, канонеса в Торн.

Герхард I фон Грайфенщайн има незаконните деца:
- Крафто, каноник в „Св. Мария“ в Кьолн
- Агнес, канонеса в Торн.